# Paul Baumgärtl
Pour les articles homonymes, voir Baumgartl.
Paul Baumgärtl, né en 1920 et mort le 22 juin 2012, est un ingénieur autrichien qui a contribué au développement des voilures tournantes. Moins connu que son compatriote Bruno Nagler, bénéficiant des encouragements du Reichsluftfahrtministerium (RLM, en français ministère de l'Air du Reich) mais d’aucun soutien officiel, il a travaillé durant la Seconde Guerre mondiale  à la réalisation d’engins ultra légers devant permettre le déplacement rapide de fantassins ou le franchissement d’obstacles. La guerre terminée il a émigré au Brésil pour y poursuivre ses travaux, réalisant trois autres appareils. Aucune des réalisations de Paul Baumgärtl n’a atteint le stade de la production de série.

## Appareils développés durant la Seconde Guerre mondiale
- Heliofly I : Première réalisation de Baumgartl, ce n’était guère plus qu’un planeur autogyre sanglé sur le dos du pilote, construit et testé en 1941.
- Heliofly III/57 : Évolution du précédent, cet appareil dessiné en 1942 constituait une évolution du précédent. Il était caractérisé par deux rotors contrarotatifs mono-pale. Chaque pale était entrainée par un moteur Argus As 8 de 8 ch[2] monté sur un bras la prolongeant du côté opposé à l’axe de rotation, assurant aussi la compensation dynamique[3]. Sanglé sur le dos d’un fantassin, cet engin était réputé facile d’utilisation[4].
- Heliofly III/59 : Quand Paul Baumgärtl comprit qu’il aurait des difficultés à obtenir  des moteurs de 8 ch il redessina son hélicoptère avec un unique moteur deux temps de 16 ch[2], entrainant directement la pale inférieure qu’il équilibrait, la pale supérieure étant entrainée par transmission et équilibrée par une masse[3]. Doté d’un contrôle cyclique de pas, cet appareil était sensiblement plus perfectionné que le précédent, le pilote étant assis sur un bâti tubulaire léger suspendu sous le rotor. Achevé en 1943, le prototype aurait atteint les 100 km/h[5] au cours des essais réalisés dans la région de Vienne. La fin de la Seconde Guerre mondiale mettra fin au développement de la formule.

## Appareils développés au Brésil
- PB-60 : Reprenant ses travaux au Brésil, Paul Baumgärtl réalisa en 1948 ce petit engin monoplace non motorisé reposant sur un train tricycle. Le rotor bipale de 6,1 m de diamètre étant libre, l’engin, qui pesait 45 kg, ne pouvant prendre l’air que s’il était tracté.
- PB-63 : Développé pour le Ministère de l’Air Brésilien, cet hélicoptère monoplace se composait d’une simple armature tubulaire supportant un rotor de 6 m de diamètre et d’une poutre terminée par un rotor anti-couple classique. Reposant sur un train tricycle, le prototype prit l’air en 1953, entrainé par un moteur Continental C-85-12 de 85 ch. Pesant 238 kg à vide et 360 kg en charge, le PB-63 atteignait 114 km/h.
- PB-64 : Développé simultanément au PB-63 et toujours pour le compte du Ministère de l’air brésilien, ce nouvel appareil monoplace se distinguait du PB-63 par sa motorisation. Le rotor était en effet entrainé par deux pulsoréacteurs de 13,5 kgp montés aux extrémités d’une barre stabilisatrice perpendiculaire aux pales. L’anti-couple arrière était remplacé par une simple dérive.

## Sources
1. ↑  « Paul Baumgartl (1920-2012) - Engenheiro austríaco e inventor », sur Folha de S.Paulo (consulté le 9 août 2020).
2. 1 2  HJ Nowarra p. 90
3. 1 2  Smith & Kay
4. ↑  Jean-Denis Lepage
5. ↑  Der Spiegel 4/1948